# Блез де Віженер
Блез де Віженер (фр. Blaise de Vigenère, 5 квітня 1523 — 19 лютого 1596) — французький дипломат і криптограф, алхімік і астролог. Його іменем названо шифр Віженера, який насправді винайшов Джованні Баттіста Белласо, але цей шифр був помилково приписаний у 19 столітті саме Віженеру.

## Біографія
Віженер народився в селищі Сен-Пурсен-сюр-Сіуль (Овернь). В 1545 році (як молодший секретар) він супроводжував французького посланця до рейхстагу у Вормсі. Пізніше Віженер подорожував Німеччиною та Нідерландами, а відтак вступив на службу до герцога Неверського.
В 1554 році Віженер відвідав Рим з дворічною дипломатичною місією. У цій подорожі він познайомився з літературою з криптографії. Потім, коли він вийшов на пенсію у віці 47 років, він пожертвував 1000 ліврів, річний дохід, жебракам Парижа. Був одружений з Марією Варе.
На пенсії він написав більше двадцяти книг, включно:
- «Traicté de Cometes» (Трактат про комети);
- Les Chroniques et annales de Poloigne. Paris: Jean Richer, 1573. (Хроніки і аннали Польщі)[3];
- «Le psaultier de David torne en prose mesuree, ou vers libres» (переклад псалмів Давида);
- «Traicté des Chiffres ou Secrètes Manières d'Escrire» (Трактат про шифри або таємні способи письма);
- «Traicté du Feu et du Sel» (Трактат про вогонь і сіль).

У книзі «Traicté des Chiffres» він описав шифрування з автоматичним вибором ключа (autokey cipher (англ.)), який він винайшов, це був перший шифр після Беллазо, який неможливо було тривіально зламати. Віженер дуже цікавився алхімією і цією проблематикою займався все життя.
Блез де Віженер помер у 1596 році від раку горла.